# Wapen van Rotselaar

Het wapen van Rotselaar (sinds 1981).

Het Wapen van Rotselaar is het heraldisch wapen van de Belgische gemeente Rotselaar. Het wapen werd op 25 januari 1973 toegekend en vervolgens na de fusie op 4 januari 1995 herbevestigd voor de fusiegemeente Rotselaar.

## Geschiedenis
Het wapen van Rotselaar was dat de heren van Rotselaar, waarvan het oudst bekende voorbeeld een zegel is van Gerard van Rotselaar uit 1272. De zegels van de schepenbank van Rotselaar zijn ons bekend vanaf de 14e eeuw en dragen allemaal de drie fleur-de-lis met afgesneden voet. De heren van Rotselaar waren zeer waarschijnlijk een zijtak van de graven en hertogen van Aarschot, zoals blijkt uit het gebruik van de drie fleur-de-lis in een andere kleur (keel ipv. sabel).

## Blazoen
Het wapen heeft de volgende blazoenering:
In zilver drie lelies met afgesneden voet van keel. Het schild getopt met een helm van zilver, getralied, gehalsband en omboord van goud, gevoerd en gehecht van keel, met wrong en dekkleden van zilver en van keel. Helmteken: een antieke vlucht van zilver.

## Verwante wapens

Wapen van Aarschot.
Wapen van Tremelo.
Wapen van Haacht.
Wapen van Kortenberg.